# Messegelände Brünn

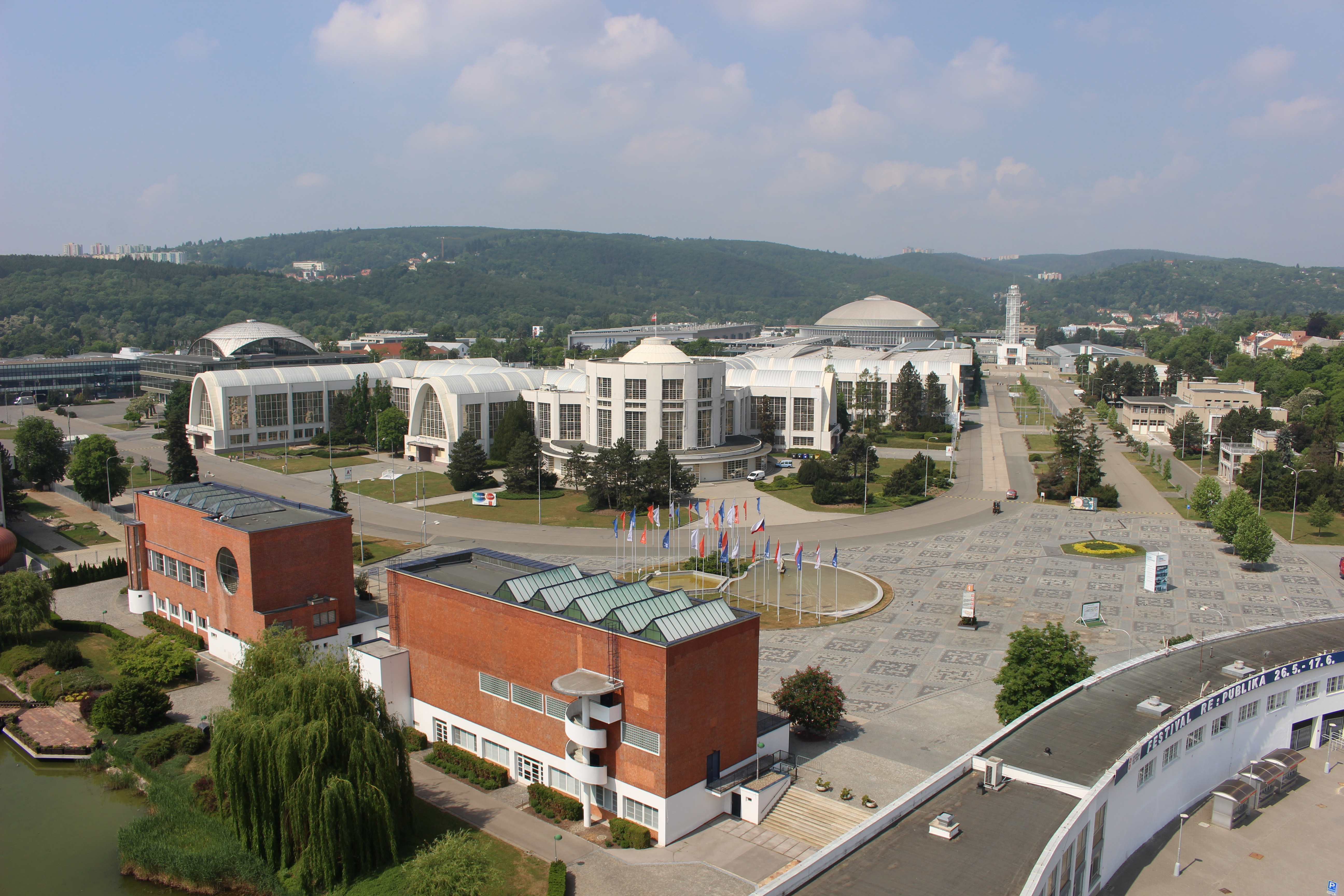
Messegelände Brünn

Das Messegelände Brünn (Výstaviště Brno) ist ein Ausstellungsareal in der tschechischen Stadt Brünn. Das Areal mit funktionalistischen Ausstellungsgebäuden entstand in einem Talkessel am linken Ufer der Svratka zwei Kilometer südwestlich des Stadtzentrums. Es ist als Kulturdenkmal geschützt.
Die Messe Brünn hat ihre Ursprünge 1928 in einer Ausstellung zeitgenössischer Kultur der Tschechoslowakei zum zehnjährigen Jubiläum der Republiksgründung. Das Areal verwaltet die Veletrhy Brno a.s., die sich zur Gänze im Eigentum der Stadt befindet. Auf dem Gelände werden Messen, Kongresse, Sportevents und Konzerte veranstaltet.

## Geschichte

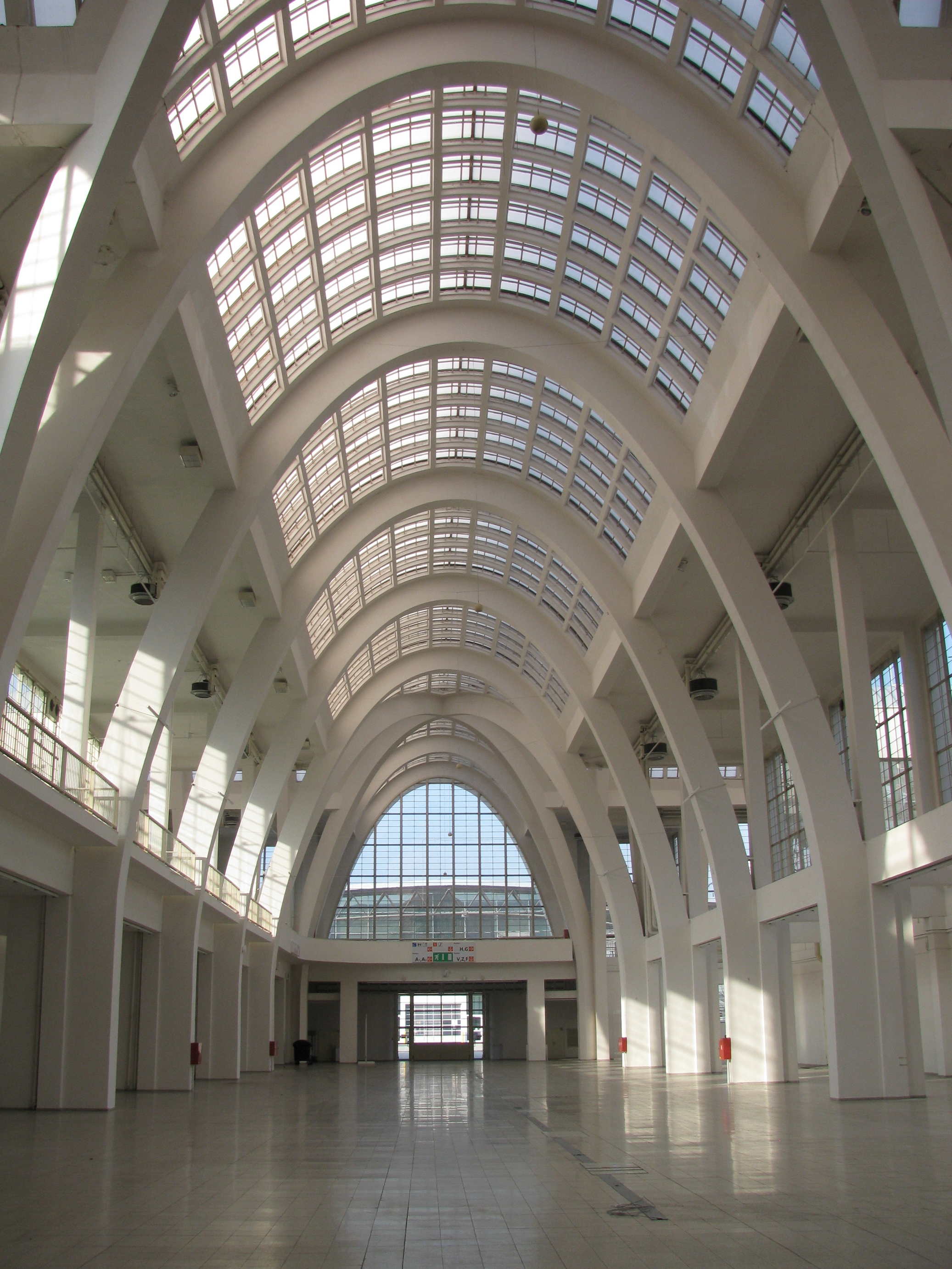
Pavillon A

Der Gemeinderat der Stadt Brno verabschiedete 1923 das Projekt eines neuen internationalen Messezentrums. 1927–1928 erfolgte der Bau des Brünner Messegeländes. Am 26. Mai 1928 war die Eröffnung der Ausstellung der zeitgenössischen Kultur in der Tschechoslowakei 1928 unter Schirmherrschaft des Präsidenten Tomáš Garrigue Masaryk.
1955 erfolgte die 1. Ausstellung des Tschechoslowakischen Maschinenbaus und 1958 die 1. Internationale Maschinenbaumesse MSV Brünn. 1991 entstand im Zuge der Privatisierung die Brünner Messen und Ausstellungen AG. 1998 war die Übernahme durch einen strategischen Partner Messe Düsseldorf.

## Gebäude (Auswahl)

### Pavillon A
Der Pavillon A, auch Handels- und Industriepalast, ist die Dominante des Messegeländes. Er ist als Schnittstelle zweier Achsen konzipiert, die den Komplex der Messe-Pavillons teilen. Der Pavillon wurde 1924–1928 nach Plänen von Josef Kalous und Jaroslav Valenta erbaut. Die anderen Pavillons wurden von Brünner Architekten entlang dieser Achsen gebaut.

### Pavillon G

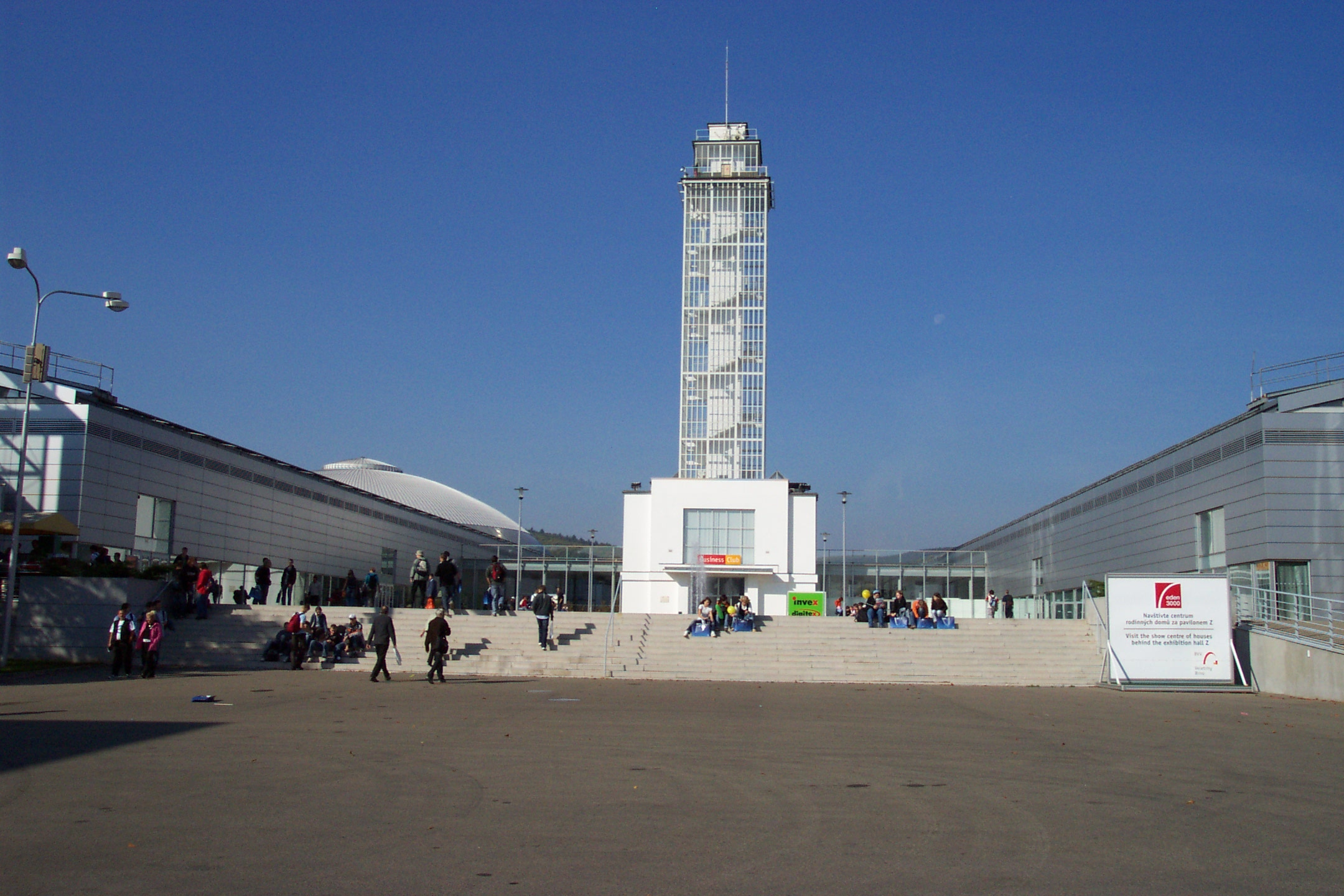
Pavillon G mit Aussichtsturm

Der Pavillon G von Bohumír Čermák setzt sich aus einem Aussichtsturm von 45 Metern Höhe und zwei Ausstellungshallen zusammen. Die ursprünglich hölzernen Seitenflügel wurden 1958 durch Stahlbetonhallen ersetzt.

### Pavillon Brno

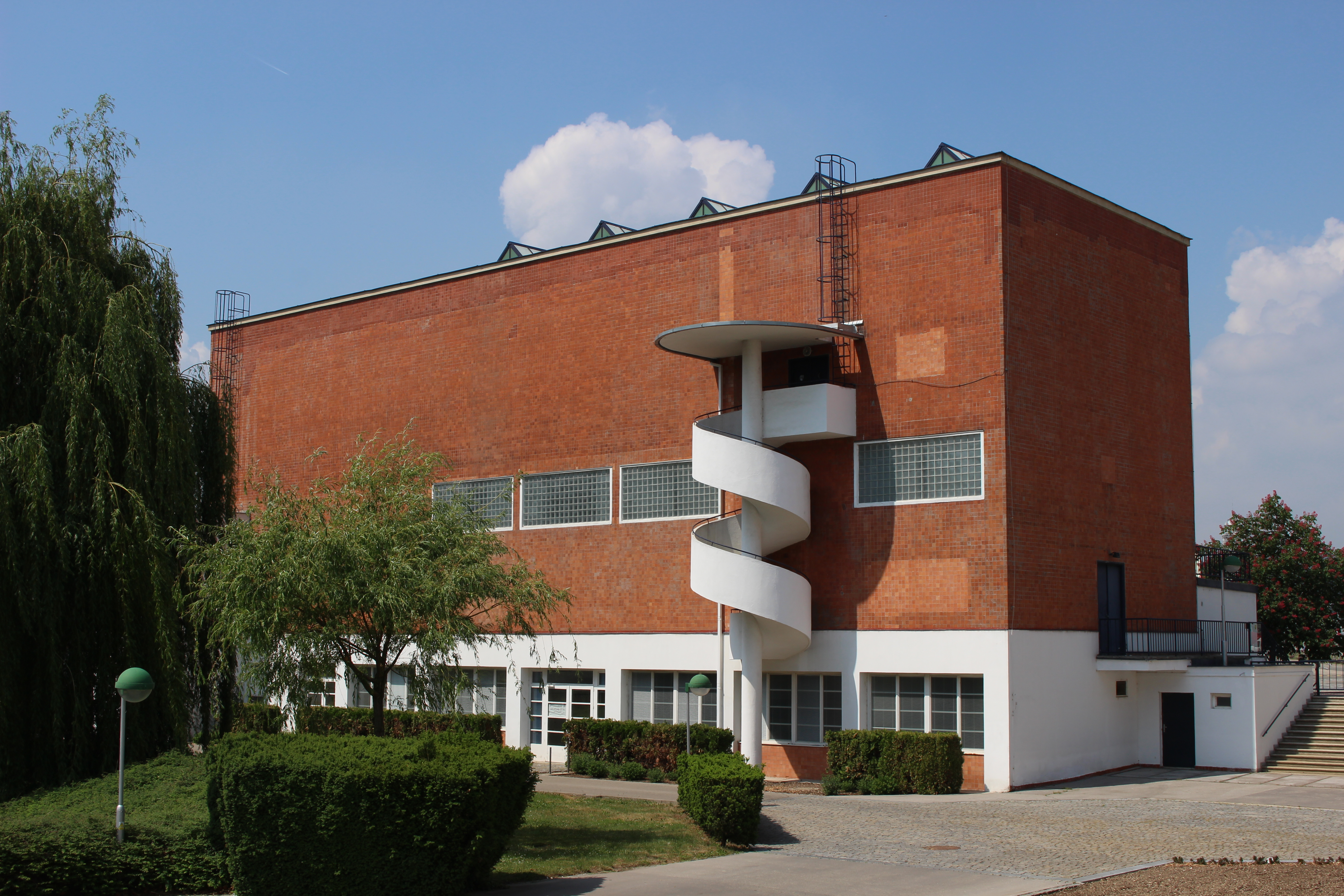
Pavillon Brno von Bohuslav Fuchs

Der Pavillon der Stadt Brünn wurde von Bohuslav Fuchs geplant und 1929 errichtet. Der funktionalistische Bau mit umlaufender Ziegelfassade zeichnet sich durch Schlichtheit und elegante Details wie eine äußere Wendeltreppe und eine breite Zugangstreppe aus.

### Pavillon Morava
Den Pavillon des Landes Mähren (Pavilon země Moravy) entwarf Vlastislav Chroust in Abstimmung mit Bohuslavs Fuchs. Die beiden Ausstellungsgebäude liegen auf der Westostachse. Chrousts Bau ist ebenfalls mit Ziegeln verkleidet und unterscheidet sich vor allem durch die beiden großen Kreisfenster an den Längsseiten.

### Pavillon AVU
Der Pavillon der Akademie der Bildenden Künste Prag (AVU) im Norden des Areals stammt vom tschechoslowakischen Stararchitekten Josef Gočár. Der einstöckige Stahlbetonbau hat eine dreigeteilte Fassade, die ursprünglich mit Plastiken geschmückt war.

### Pavillon B
Die Ausstellungshalle wurde im Jahr 1958 erbaut, da sich die vorhandenen Ausstellungsflächen als zu klein erwiesen. Der 121 Meter lange, verglaste Bau wurde 1985 rekonstruiert und erweitert.

### Pavillon Z

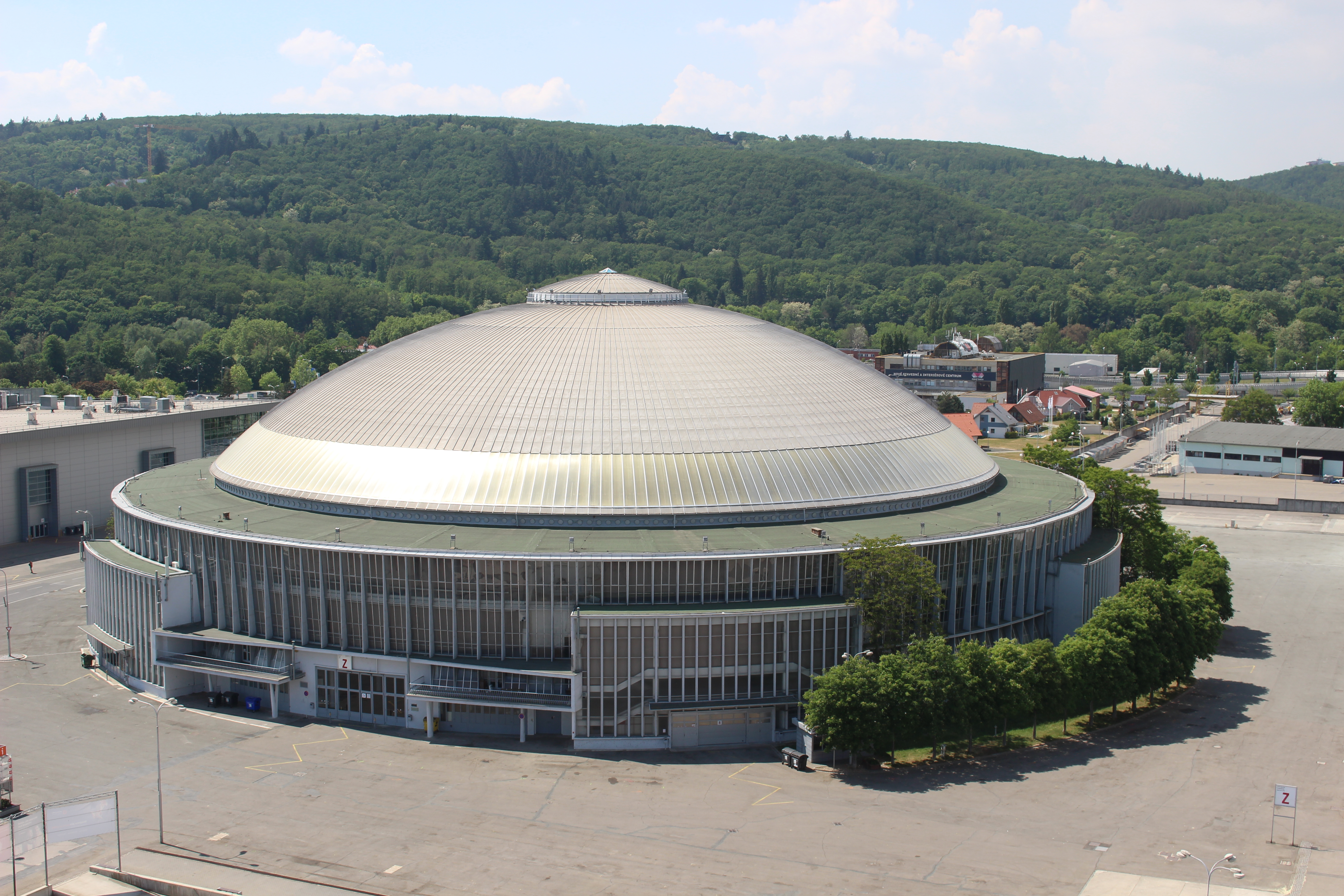
Pavillon Z

Der Pavillon Z ist ebenfalls die größte Erweiterung der 1950er-Jahre. Die kreisrunde Halle mit 124 Metern Durchmesser überspannt eine 46 Meter hohe Kuppel. Die Konstruktion aus Stahlrohren ist ein Werk des Architekten Ferdinand Lederer aus dem Jahr 1959. In den 1990er-Jahren erfolgte eine Restaurierung.

### Pavillon C

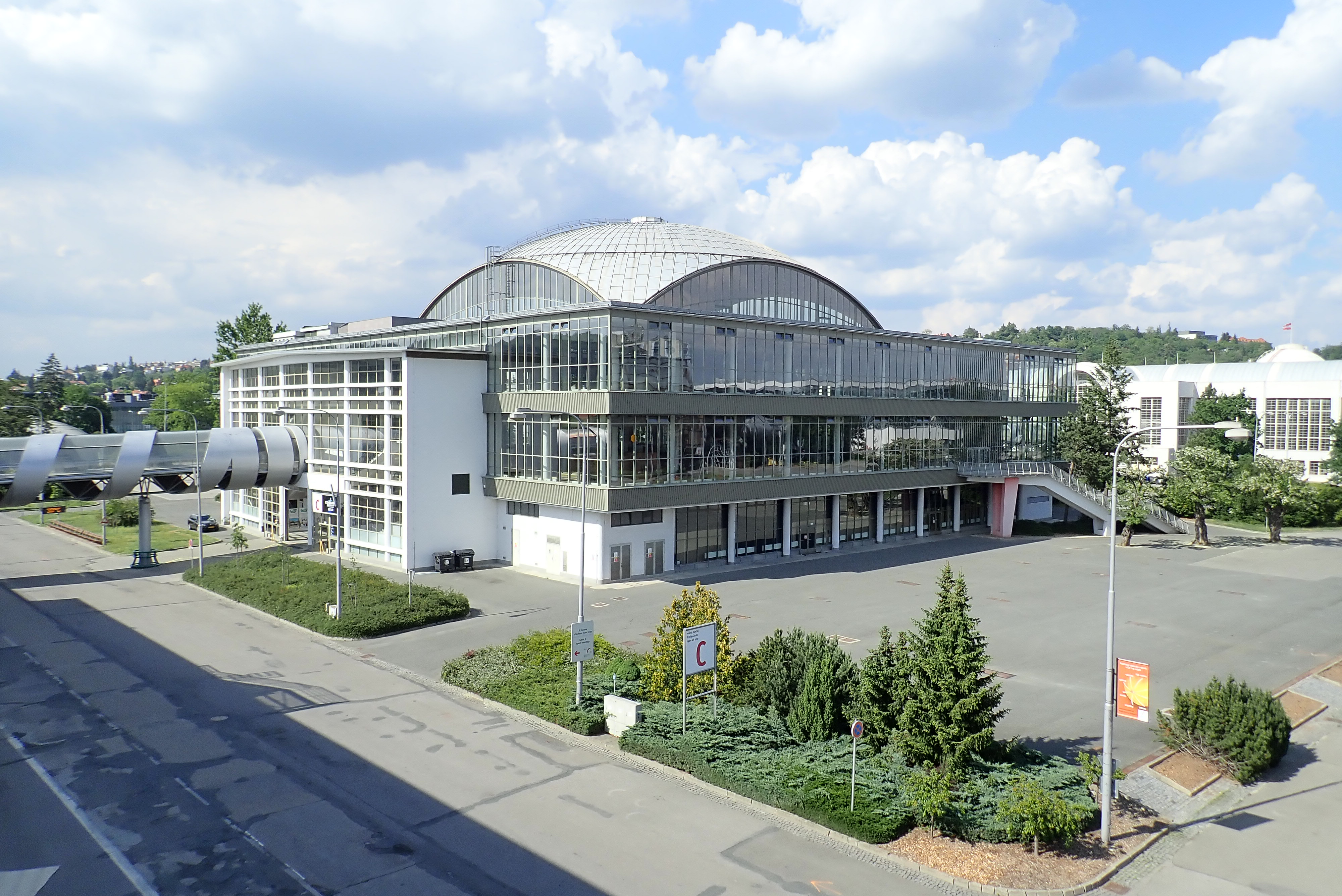
Pavillon C

Der Pavillon C wurde 1959 fertiggestellt. Die Halle mit rechteckigem Grundriss bedeckt eine dem Pavillon Z ähnliche Kuppel. 1998 wurde sie renoviert und über einen Glastubus mit dem Pavillon A verbunden.

### Pavillon V

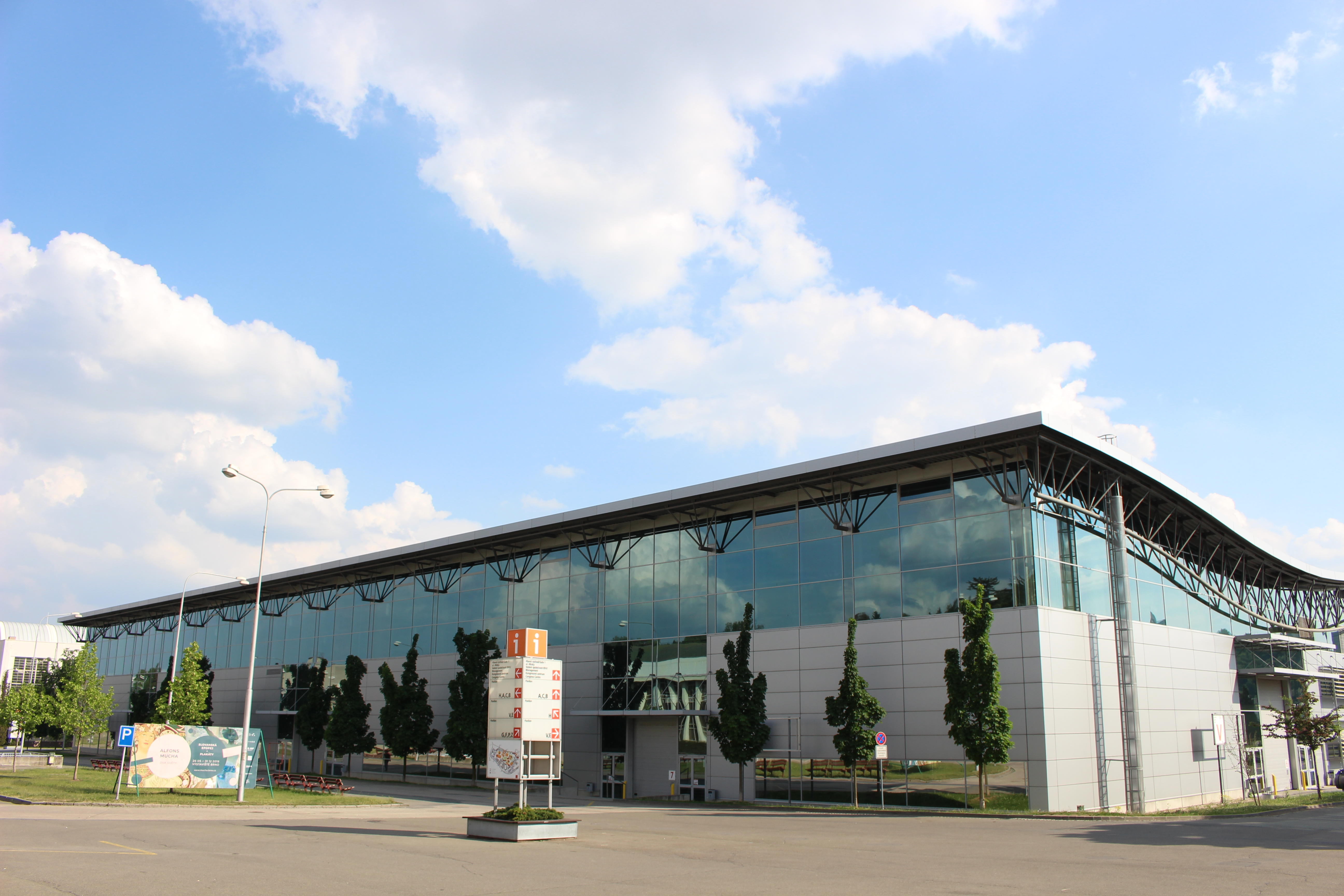
Pavillon V

Der Pavillon V aus dem Jahr 2000 ist eine von mehreren neueren Erweiterungen. Das Messegelände wurde nach 1989 durch vier großflächige Ausstellungshallen und ein Kongresszentrum erweitert.

## Regelmäßige Veranstaltungen
- GO – Internationale Touristikmesse
- REGIONTOUR – Internationale Messe der Touristikmöglichkeiten in Regionen
- STYL – Internationale Modemesse
- KABO – Internationale Schuh- und Lederwarenmesse
- OPTA – Internationale Messe der Augenoptik, Optometrie und Ophthalmologie
- SALIMA – Internationale Nahrungsmittelmesse
- INTECO – Internationale Messe für Laden-, Hotel- und Gaststätteneinrichtungen
- VINEX – Internationale Winzerfachmesse
- EMBAX – Internationale Fachmesse für Verpackungen und Verpackungstechnologien
- FRANCHISE MEETING POINT – Größte Franchise-Schau der Tschechischen Republik
- MOTOSALON – Internationale Messe für Motorräder, Zubehör und Bekleidung
- PRODÍTĚ – Internationale Messe der Kinderartikel
- FISCHEN – Internationale Ausstellung für Angelbedarf
- ITEA – Messe für Spielzeug und Spiele
- AMPER – Internationale Messe für Elektrotechnik, Elektronik, Automatisierung und Kommunikationstechnik
- TECHAGRO – Internationale Messe für Landtechnik
- Silva Regina – Internationale Forst- und Jagdmesse
- ANIMAL VETEX – Internationale Veterinärmesse
- BIOMASS – Fachmesse für erneuerbare Energiequellen in der Land- und Forstwirtschaft
- IBF – Internationale Baumesse.
- SHK BRÜNN – Internationale Fachausstellung für Sanitär-, Heizungs-, Klima- und Gebäudetechnik
- MOBITEX – Internationale Messe für Möbel und Innenraumgestaltung
- URBIS INVEST – Internationale Messe für Investitionen & Geschäfts Gelegenheiten und Entwicklung der Regionen
- ENVIBRNO – Internationale Fachmesse für Umweltschutztechnik und Umweltgestaltung
- AUTOTEC – Internationale Automobilausstellung für Nutzfahrzeuge, Fahrzeugteile und Werkstatttechnik
- Internationale Maschinenbaumesse
- Internationale Messe für Metallbearbeitung
- WELDING – Internationale Fachmesse für Schweißtechnik
- FOND-EX – Internationale Gießereifachmesse
- PROFINTECH – Internationale Fachmesse für Oberflächentechnik
- PLASTEX – Internationale Fachmesse für Kunststoffe, Kautschuk und Verbundstoffe
- INTERPROTEC – Internationale Fachmesse für Schutzausrüstung und Sicherheit am Arbeitsplatz
- SPORT Life – Internationale Sportmesse
- Bike Brno – Internationale Radsportfachmesse
- Caravaning Brno – Internationale Ausstellung für Caravaning
- EXPODENT – Messe für Stomatologie und Mundhygiene
- Medical Fair Brno / Rehaprotex – Internationale Messe für Medizintechnik, Rehabilitation und Gesundheit
- GAUDEAMUS – Europäische Ausbildungsmesse
- Mineralien Brünn – Internationale Verkaufsausstellung für Mineralien, Fossilien, Schmuck und Naturalien
- STAINLESS – International Stainless Steel Congress